# مايسون غرينوود
مايسون ويل جون غرينوود (بالإنجليزية: Mason Will John Greenwood) (مواليد 1 أكتوبر 2001) هو لاعب كرة قدم إنجليزي يلعب في مركز الهجوم مع أولمبيك مارسيليا في الدوري الفرنسي.
من خلال الفئات السنية، بدأ غرينوود بدايته الأولى لمانشستر يونايتد في مباراة بالدوري الأوروبي ضد أستانا في سبتمبر 2019، حيث سجل ليصبح أصغر هداف للنادي على الإطلاق في المسابقة الأوروبية بعمر 17 عامًا و353 يومًا. جاء ظهوره الدولي الأول مع إنجلترا في سبتمبر 2020، في مباراة بدوري الأمم الأوروبية ضد آيسلندا.

## مسيرته الكروية

### مانشستر يونايتد

#### مسيرته المبكرة
انضم غرينوود لمانشستر يونايتد [الإنجليزية] وهو في السادسة من عمره، ولعب في مدرسة التطوير للنادي في هاليفاكس. بعد التقدم في صفوف الأكاديمية، انضم إلى فريق تحت 18 سنة لموسم 2017–18، على الرغم من أنه مؤهل للعب مع تحت 16 سنة، وحصل على لقب هداف الدوري الممتاز تحت 18 سنة برصيد 17 هدفًا في 21 مباراة. في مايو 2018، حصل غرينوود على لقب أفضل لاعب في البطولة حيث فاز فريق الشباب بكأس أي سي جي تي في هولندا.

#### موسم 2018–19: عام الظهور الأول
في يوليو 2018، سافر غرينوود مع الفريق الأول في جولة ما قبل الموسم في الولايات المتحدة. في 20 يوليو، شارك لأول مرة في مباراة غير رسمية كبديل في الدقيقة 76 عن لوك شاو في مباراة التعادل 1–1 ضد نادي أمريكا. كما شارك في التعادل 0–0 مع سان خوسيه إيرثكويكس بعد ثلاثة أيام. في 2 أكتوبر، وقع غرينوود أول عقد احترافي له مع النادي. في ديسمبر، تم اختياره من قبل جوزيه مورينيو للتدرب مع الفريق الأول قبل مباراة في دوري أبطال أوروبا ضد فالنسيا.
في 6 مارس 2019، تحت إدارة أوله غونار سولشار، شارك غرينوود لأول مرة كبديل في الدقيقة 87 عن آشلي يانغ في الفوز 3–1 على باريس سان جيرمان في دوري أبطال أوروبا. في سن 17 عامًا و156 يومًا، أصبح ثاني أصغر لاعب يمثل النادي في مسابقة أوروبية (خلف نورمان وايتسايد فقط) وأصغر لاعب في تاريخ دوري أبطال أوروبا. بعد أربعة أيام، شارك لأول مرة في الدوري الإنجليزي الممتاز من على مقاعد البدلاء في الهزيمة 2–0 أمام أرسنال ليصبح أحد أصغر الوافدين الجدد في الدوري.
في 7 مايو، حصل غرينوود على لقب أفضل لاعب في الدوري الإنجليزي الممتاز تحت 23 سنة لشهر أبريل. في نهاية الموسم، حصل غرينوود على جائزة جيمي مورفي لأفضل لاعب شاب، تُمنح كل عام لأفضل لاعب في فرق الشباب بالنادي.
في 12 مايو، وهو اليوم الأخير من الموسم، لعب غرينوود أول مباراة له كأساسي مع النادي في الهزيمة 2–0 أمام كارديف سيتي.

#### 2019–20: سطوع نجمه مع الفريق الأول
في 17 يوليو 2019، سجل غرينوود هدفه الأول لمانشستر يونايتد في مباراة الفوز 4–0 ما قبل الموسم ضد ليدز يونايتد، وأتبعه بالهدف الثاني في مباراة يونايتد الودية التالية ضد إنتر ميلان. بدأ الموسم في المشاركة كبديل في كل من مباريات يونايتد الأربع الأولى في الدوري، قبل أن يشارك كأساسي لأول مرة في الدوري الأوروبي ضد فريق أستانا الكازاخستاني في 19 سبتمبر؛ سجل الهدف الوحيد في المباراة ليصبح أصغر هداف للنادي على الإطلاق في المسابقة الأوروبية بعمر 17 سنوات و353 أيام. ثم سجل بعد أسبوع في مباراة يونايتد في كأس الرابطة ضد روتشديل. في 29 أكتوبر، سجل غرينوود هدف الفوز المتأخر لفريق مانشستر يونايتد تحت 21 سنة في مباراة بكأس دوري كرة القدم الإنجليزية ضد دونكاستر روفرز. في 7 نوفمبر، سجل غرينوود وصنع هدف مارسيال، في فوز يونايتد 3–0 على نادي بارتيزان، مما أدى إلى تأهلهم لمراحل خروج المغلوب من المسابقة. في 24 نوفمبر، سجل غرينوود هدفه الأول في الدوري بالتعادل 3–3 مع شيفيلد يونايتد. في 12 ديسمبر، سجل غرينوود ثنائية وحصل على ركلة جزاء في المباراة الأخيرة من دور المجموعات في الدوري الأوروبي ضد ألكمار. فاز مانشستر يونايتد بالمباراة 4–0 وأنهى المجموعات كمتصدر. سجل هدف التعادل ضد إيفرتون في 15 ديسمبر.
في 11 يناير 2020، بعد فشله في التسجيل في 3 مباريات متتالية، سجل غرينوود مرة واحدة في هزيمة نورويتش سيتي 4–0. بعد خمسة عشر يومًا، سجل هدفه الأول في كأس الاتحاد الإنجليزي حيث تغلب يونايتد على ترانمير روفرز 6–0. وسجل غرينوود مرة أخرى بعد أربعة أسابيع، في الفوز 3–0 في الدوري على واتفورد. في 12 مارس، سجل هدفه الأوروبي الخامس خلال الفوز 5–0 على لاسك النمساوي. أصبح أول مراهق يسجل على الأقل 5 أهداف في موسم أوروبي واحد لفريق يونايتد.
بعد إيقاف كرة القدم لمدة ثلاثة أشهر بسبب جائحة فيروس كورونا، لعب غرينوود جميع مباريات يونايتد الست اعتبارًا من 9 يوليو 2020. فشل في التسجيل في الثلاثة الأولى، لكنه صنع ما مجموعه أربعة أهداف في الثلاثة التالية، بما في ذلك ثنائية في الفوز 5–2 على بورنموث في 4 يوليو. بعد ذلك، سجل في مرمى أستون فيلا. مما جعله رابع لاعب يقل عمره عن 19 عامًا يسجل في ثلاث مباريات متتالية في الدوري الإنجليزي الممتاز والأولى منذ أن فعلها فرانيس جيفيرس مع إيفرتون في عام 1999.

#### 2020–21: رقم 11
بعد ارتدائه الرقم 26 في الموسم الذي سطع نجمه فيه، حصل غرينوود على القميص رقم 11 من قبل مانشستر يونايتد في 4 سبتمبر 2020. وانضم إلى قائمة اللاعبين المشاهير الذين ارتدوا القميص رقم 11 مثل أندري كانتشيلسكيس وريان غيغز، زميله. في 22 سبتمبر 2020، سجل غرينوود هدفه الأول هذا الموسم بفوزه 3–1 خارج أرضه على لوتون تاون في الجولة الثالثة من كأس الرابطة.
في 28 أكتوبر 2020، سجل غرينوود هدفه الأول في دوري أبطال أوروبا في الفوز 5–0 على آر بي لايبزيغ؛ جاء الهدف من أول تسديدة له في المسابقة. في 5 ديسمبر 2020، سجل هدفه الأول في الدوري لهذا الموسم في الفوز 3–1 خارج أرضه على وست هام يونايتد.
في 24 يناير 2021، سجل غرينوود هدفه الأول في كأس الاتحاد الإنجليزي هذا الموسم في الفوز 3–2 على أرضه ضد غريمه اللدود ليفربول في الدور الرابع. في 2 فبراير 2021، لعب غرينوود 90 دقيقة كاملة في الرقم القياسي في المباراة التي حقق فيها مانشستر يونايتد الرقم القياسي في الدوري الإنجليزي الممتاز بعد فوزه على ساوثهامبتون 9–0. في 21 مارس 2021، سجل غرينوود مرة أخرى في ربع نهائي كأس الاتحاد الإنجليزي ضد ليستر سيتي باعتباره الهداف الوحيد ليونايتد في الهزيمة 3–1 خارج أرضه.
في 4 أبريل 2021، كسر غرينوود جفافه التهديفي الذي استمر لمدة 4 أشهر في الدوري الإنجليزي الممتاز، وسجل هدف الفوز ضد برايتون أند هوف ألبيون في المباراة التي انتهت 2–1 على أرضه. برع غرينوود في أبريل بتسجيل 4 أهداف في الدوري في 4 مباريات من بينها ثنائية ضد بيرنلي. وقد أكسبه هذا أول ترشيحه لجائزة لاعب الشهر في الدوري الإنجليزي الممتاز والتي فاز بها زميله جيسي لينغارد الذي كان على سبيل الإعارة في وست هام. في 29 أبريل 2021، سجل غرينوود هدفه الأول في الدوري الأوروبي لهذا الموسم ضد روما خلال ذهاب الدور نصف النهائي بفوزه 6–2 على أرضه.
في 9 مايو 2021، واصل تألقه التهديفي الرائع بهدف ضد أستون فيلا في الفوز 3–1 خارج أرضه. بعد يومين، سجل غرينوود في مباراة بالدوري الإنجليزي الممتاز ضد ليستر سيتي، بمساعدة أحمد ديالو، في مباراة الهزيمة 2–1. كان الهدف هو الهدف الأول منذ 15 عامًا التي يصنعه ويسجله لاعبان مراهقان في الدوري الإنجليزي الممتاز. في 26 مايو 2021، لعب غرينوود في نهائي الكأس الأول له في الدوري الأوروبي 2021 ضد فياريال على ملعب إنيرغا غدانسك. لعب غرينوود 100 دقيقة قبل أن يتم استبداله في الشوط الأول من الأشواط الإضافية، وكانت المباراة متعادلة 1–1 قبل أن تذهب لركلات الترجيح التي انتهت بالخسارة 12–11.

#### موسم 2021–22

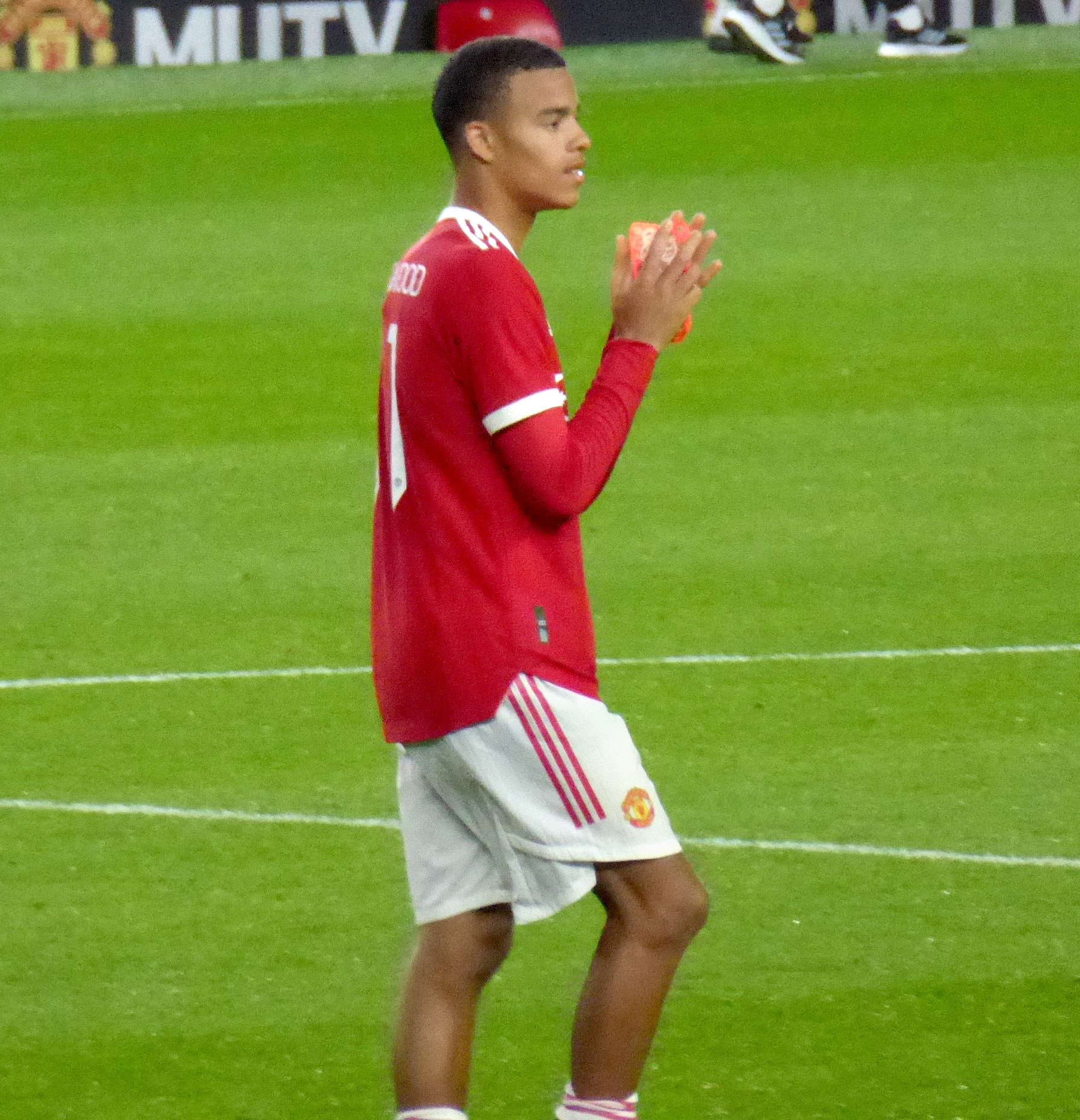
يلعب غرينوود مع مانشستر يونايتد في 2021

في 14 أغسطس 2021، سجل غرينوود هدفه الأول هذا الموسم في الفوز 5–1 على ليدز يونايتد في مباراة مانشستر يونايتد الافتتاحية لموسم الدوري الإنجليزي الممتاز 2021–22. في 22 أغسطس 2021، في المباراة الثانية لموسم الدوري الإنجليزي الممتاز، سجل غرينوود هدفًا ضد ساوثهامبتون بالتعادل 1–1. في 29 أغسطس 2021، سجل غرينوود الهدف الذي ضمن الفوز بنتيجة 1–0 على وولفرهامبتون واندررز. وهكذا، أصبح ثاني مراهق في تاريخ الدوري الإنجليزي الممتاز بعد روبي فاولر يسجل في كل مباراة من مباريات فريقه الثلاث الأولى في الموسم وساعد يونايتد في كسر الرقم القياسي لأكثر عدد من المباريات المتتالية خارج أرضه دون هزيمة في تاريخ كرة القدم الإنجليزية بـ28 مباراة.

## مسيرته الدولية
مثّل غرينوود منتخب إنجلترا تحت 17 سنة وخاض ست مباريات في موسم 2017–18 وكان جزءًا من الفريق في بطولة الغارف في البرتغال.
في 30 أغسطس 2019، تم ضم غرينوود إلى تشكيلة إنجلترا تحت 21 سنة لأول مرة وشارك لأول مرة كبديل في الدقيقة 59 خلال الفوز 3–2 على تركيا في 6 سبتمبر 2019 في التصفيات المؤهلة لبطولة أوروبا تحت 21 سنة 2021. في 19 نوفمبر 2019، سجل غرينوود هدفه الأول لفريق تحت 21 سنة؛ في مباراة الخسارة ضد هولندا 2–1.
في 25 أغسطس 2020، تم اختيار غرينوود في تشكيلة منتخب إنجلترا الأول للمرة الأولى. شارك لأول مرة في 5 سبتمبر في مباراة الفوز 1–0 خارج أرضه على آيسلندا في مباراة بدوري الأمم الأوروبية 2020–21 أ، حيث حل بديلاً في الدقيقة 78. في 7 سبتمبر 2020، تم سحب غرينوود، إلى جانب زميله في المنتخب فيل فودين، من تشكيلة إنجلترا بعد انتهاك إرشادات الحجر الصحي لفيروس كورونا في آيسلندا.
على الرغم من بدايته المذهلة لموسم 2020–21 حيث سجل 3 أهداف في 3 مباريات، لم يتم اختيار غرينوود للمشاركة مع المنتخب في تصفيات كأس العالم في سبتمبر 2021 لإنجلترا من قبل المدرب غاريث ساوثغيت الذي قال: «إنه في أذهاننا، أنا تحدث معه ومع ناديه، إنه لاعب نحبه حقًا. نحن جميعًا ندرك أنه يحقق تقدمًا في الوقت المناسب».

## حياته الشخصية
ولد غرينوود في برادفورد، غرب يوركشاير ونشأ في منطقة ويبسي بالمدينة. هو من أصل جامايكي. عائلته لديها خلفية في الرياضة. شقيقته، أشتون، هي رياضيّة سباقات المضمار.

## الإحصائيات

### النادي
آخر تحديث 29 أغسطس 2021.
| النادي                                  | الموسم   | الدوري                   | الدوري | الدوري  | كأس الاتحاد | كأس الاتحاد | كأس الرابطة | كأس الرابطة | أوروبا | أوروبا  | أخرى   | أخرى    | المجموع | المجموع |
| النادي                                  | الموسم   | الدرجة                   | الظهور | الأهداف | الظهور      | الأهداف     | الظهور      | الأهداف     | الظهور | الأهداف | الظهور | الأهداف | الظهور  | الأهداف |
| --------------------------------------- | -------- | ------------------------ | ------ | ------- | ----------- | ----------- | ----------- | ----------- | ------ | ------- | ------ | ------- | ------- | ------- |
| مانشستر يونايتد                         | 2018–19  | الدوري الإنجليزي الممتاز | 3      | 0       | 0           | 0           | 0           | 0           | 1      | 0       | —      | —       | 4       | 0       |
| مانشستر يونايتد                         | 2019–20  | الدوري الإنجليزي الممتاز | 31     | 10      | 5           | 1           | 4           | 1           | 9      | 5       | —      | —       | 49      | 17      |
| مانشستر يونايتد                         | 2020–21  | الدوري الإنجليزي الممتاز | 31     | 7       | 4           | 2           | 3           | 1           | 14     | 2       | —      | —       | 52      | 12      |
| مانشستر يونايتد                         | 2021–22  | الدوري الإنجليزي الممتاز | 3      | 3       | 0           | 0           | 0           | 0           | 0      | 0       | —      | —       | 3       | 3       |
| مانشستر يونايتد                         | المجموع  | المجموع                  | 68     | 20      | 9           | 3           | 7           | 2           | 24     | 7       | —      | —       | 108     | 32      |
| مانشستر يونايتد تحت 21 سنة [الإنجليزية] | 2019–20  | —                        | —      | —       | —           | —           | —           | —           | —      | —       | 1      | 1       | 1       | 1       |
| الإجمالي                                | الإجمالي | الإجمالي                 | 68     | 20      | 9           | 3           | 7           | 2           | 24     | 7       | 1      | 1       | 109     | 33      |

1. ↑  المباريات في دوري أبطال أوروبا
2. ↑  المباريات في الدوري الأوروبي
3. ↑  خمس مباريات وهدف واحد في دوري أبطال أوروبا، تسع مباريات وهدف واحد في الدوري الأوروبي
4. ↑  المباراة في كأس دوري كرة القدم الإنجليزية

### المنتخب
آخر تحديث 5 سبتمبر 2020.
| المنتخب | العام   | الظهور | الأهداف |
| ------- | ------- | ------ | ------- |
| إنجلترا | 2020    | 1      | 0       |
| المجموع | المجموع | 1      | 0       |

## الإنجازات
مانشستر يونايتد
- الدوري الأوروبي الوصيف: 2020–21[75]

الفردية
- لاعب الشهر في الدوري الإنجليزي الممتاز 2: أبريل 2019[76]
- جائزة جيمي مورفي للاعب العام الشاب: 2018–19[19]

## وصلات خارجية
- مايسون غرينوود على موقع الاتحاد الأوربي (الإنجليزية)
- مايسون غرينوود على موقع إي إس بي إن إف سي (الإنجليزية)
- مايسون غرينوود على موقع قاعدة بيانات كرة القدم.إي يو (الإنجليزية)
- مايسون غرينوود على موقع ليكيب (الفرنسية)
- مايسون غرينوود على موقع ناشيونال فوتبول تيمز (الإنجليزية)
- مايسون غرينوود على موقع Soccerbase.com (لاعب) (الإنجليزية)
- مايسون غرينوود على موقع Soccerway.com (الإنجليزية)
- مايسون غرينوود على موقع عالم كرة القدم.نت (الإنجليزية)
- مايسون غرينوود على موقع AS.com (الإسبانية)